# Canthidium rufinum
Canthidium rufinum är en skalbaggsart som beskrevs av Edgar von Harold 1867. Canthidium rufinum ingår i släktet Canthidium och familjen bladhorningar. Inga underarter finns listade.